# Acacia mearnsii
Espèce
Classification phylogénétique
Synonymes
Voir texte

Acacia mearnsii, l'acacia noir, est une espèce de plantes à fleurs du genre acacia et de la famille des Fabaceae. C'est un arbre originaire d'Australie.
Il est actuellement présent dans de nombreuses parties du monde où il est souvent utilisé comme source commerciale de tanin ou de bois de chauffage par les communautés locales. Dans les zones où il est introduit, il se comporte comme une espèce envahissante, remplaçant les espèces végétales locales. Son épithète spécifique lui a été donnée en l'honneur de Edgar Alexander Mearns, qui a recueilli le modèle sur un échantillon importé en Afrique de l'Est.

## Description

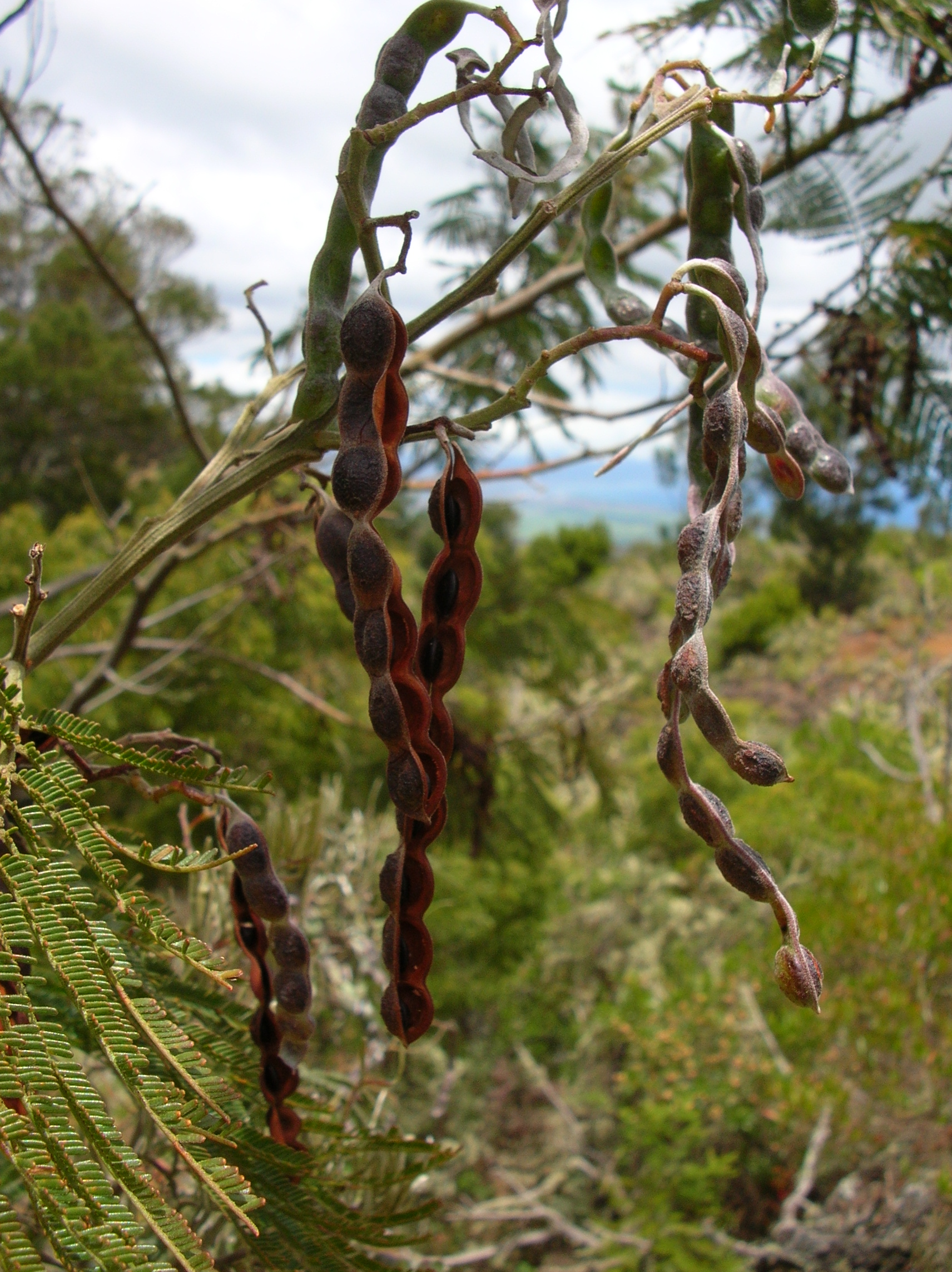
Gousses dAcacia mearnsii.

C'est un arbre toujours vert, dépourvu d'épines, pouvant mesurer de six à vingt mètres de haut.
Les ramilles sont striés superficiellement; toutes les parties sont couvertes d'un fin duvet, les zones de croissance sont dorées et velues. Les feuilles sont vert-olive foncé, finement velues, bipennées ; les folioles sont courtes (1,5 – 4 mm) et abondantes.
Les fleurs sont jaune pâle ou crème, les capitules globuleux.
Les fruits sont des gousses d'un brun foncé, finement velues, portant des zones resserrées.

## Utilisation
Il existe de grandes plantations commerciales en Afrique (Kenya, Afrique du Sud, Zimbabwe). C'est la « principale source mondiale d'écorce à tanin ». L'écorce contient de 30 à 40 % de tanin de haute qualité (en matière sèche). Ce sont des tanins condensés formés d'une quarantaine de composés, principalement des polymères de (+)-catéchine, (-)-robinétinidol et de (+)-gallocatéchol.
Ce tanin sert au tannage de gros objets en cuir ou de semelles de cuir pour les chaussures. Il est aussi utilisé pour la préparation de colles de tanin formaldéhyde pour le contreplaqué ou les bois agglomérés ou stratifiés.

## Synonymes
- Acacia decurrens auct. non Willd.
- Acacia decurrens Willd. var. mollis auct. non Lindl.
- Acacia decurrens Willd. var. mollis Lindl.
- Acacia mollissima sensu auct.
- Albizia mearnsii
- Racosperma mearnsii

## Galerie de photographies

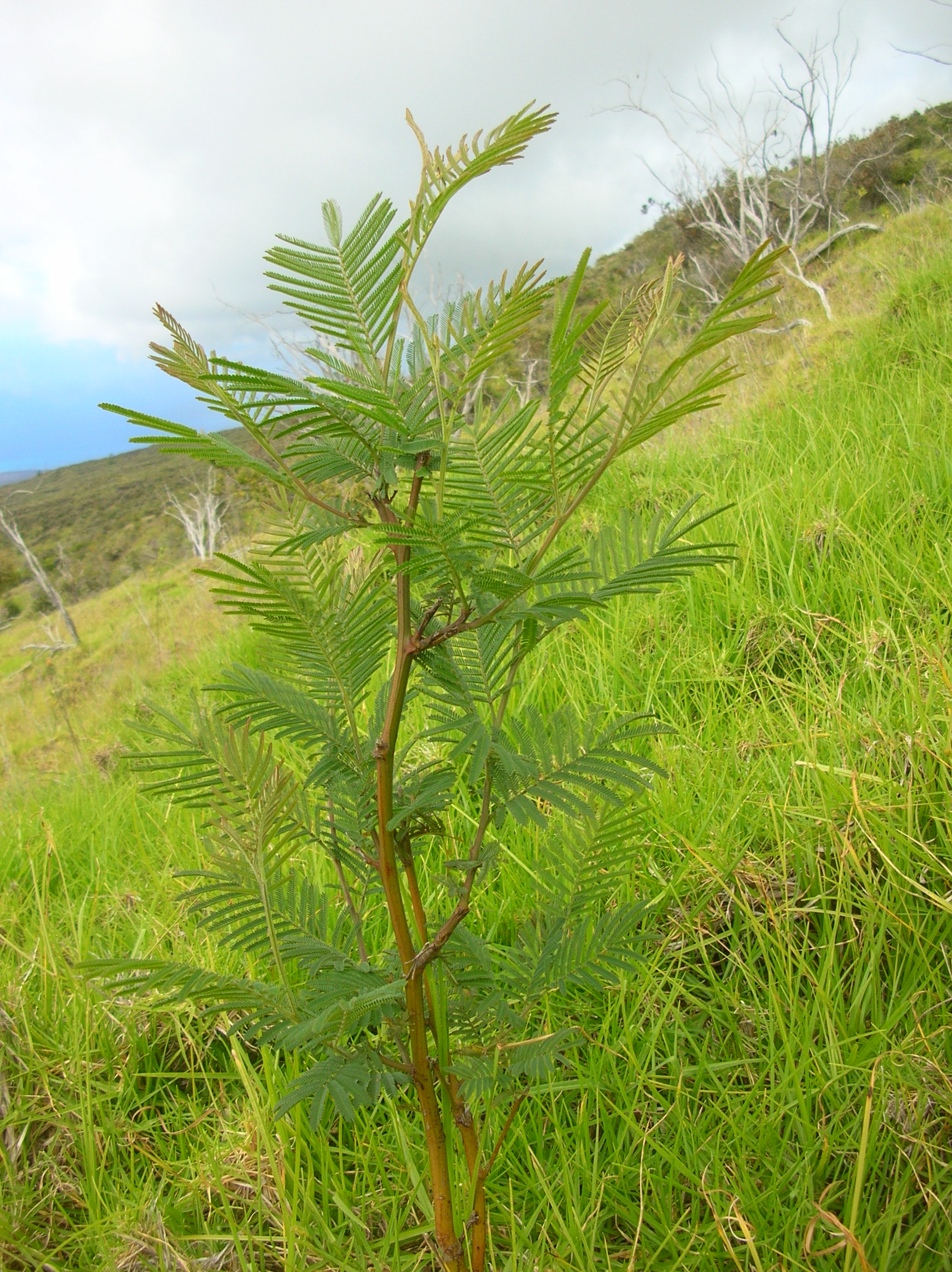
Pousse d'Acacia mearnsii.
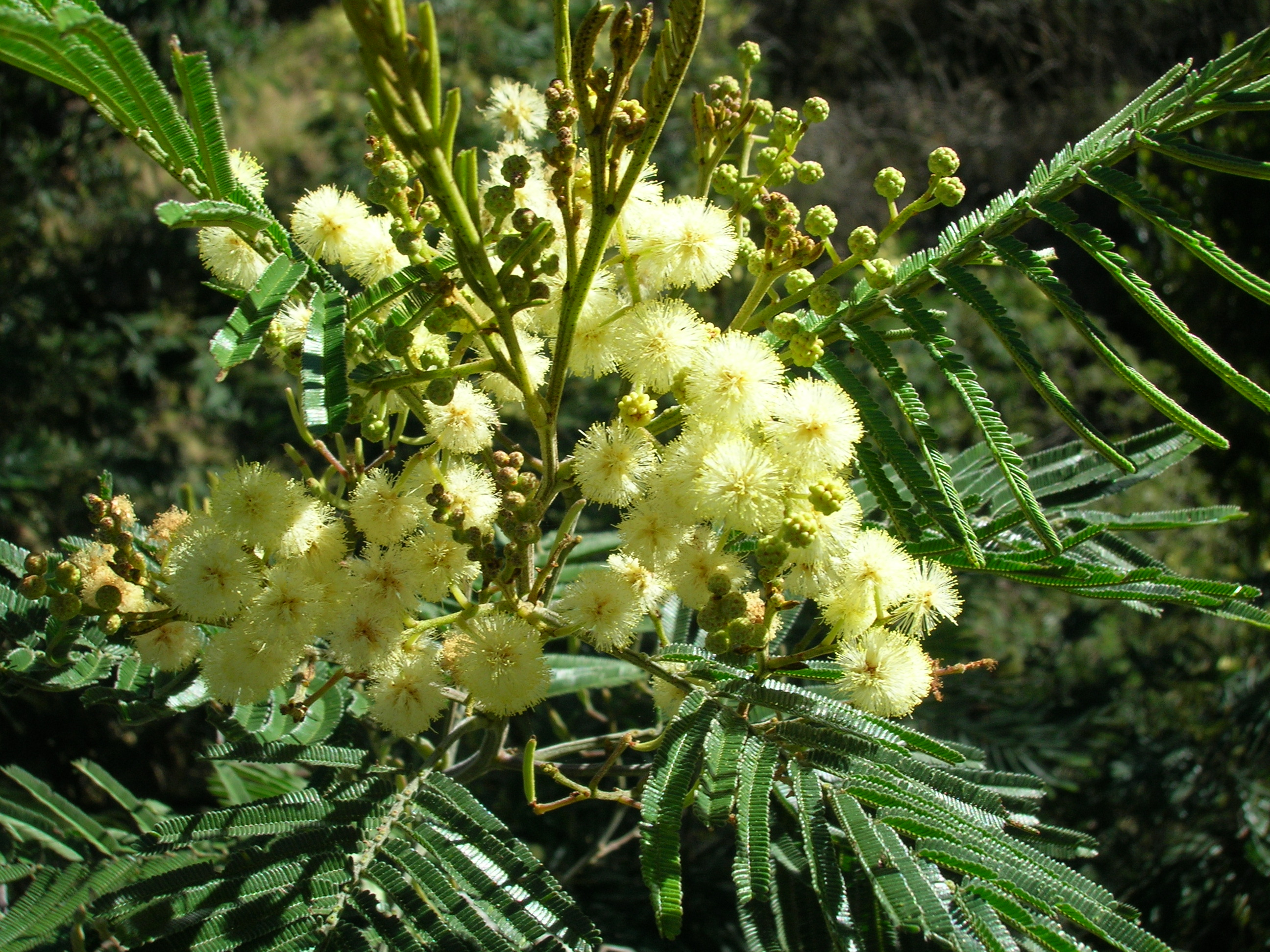
Fleurs d'Acacia mearnsii.
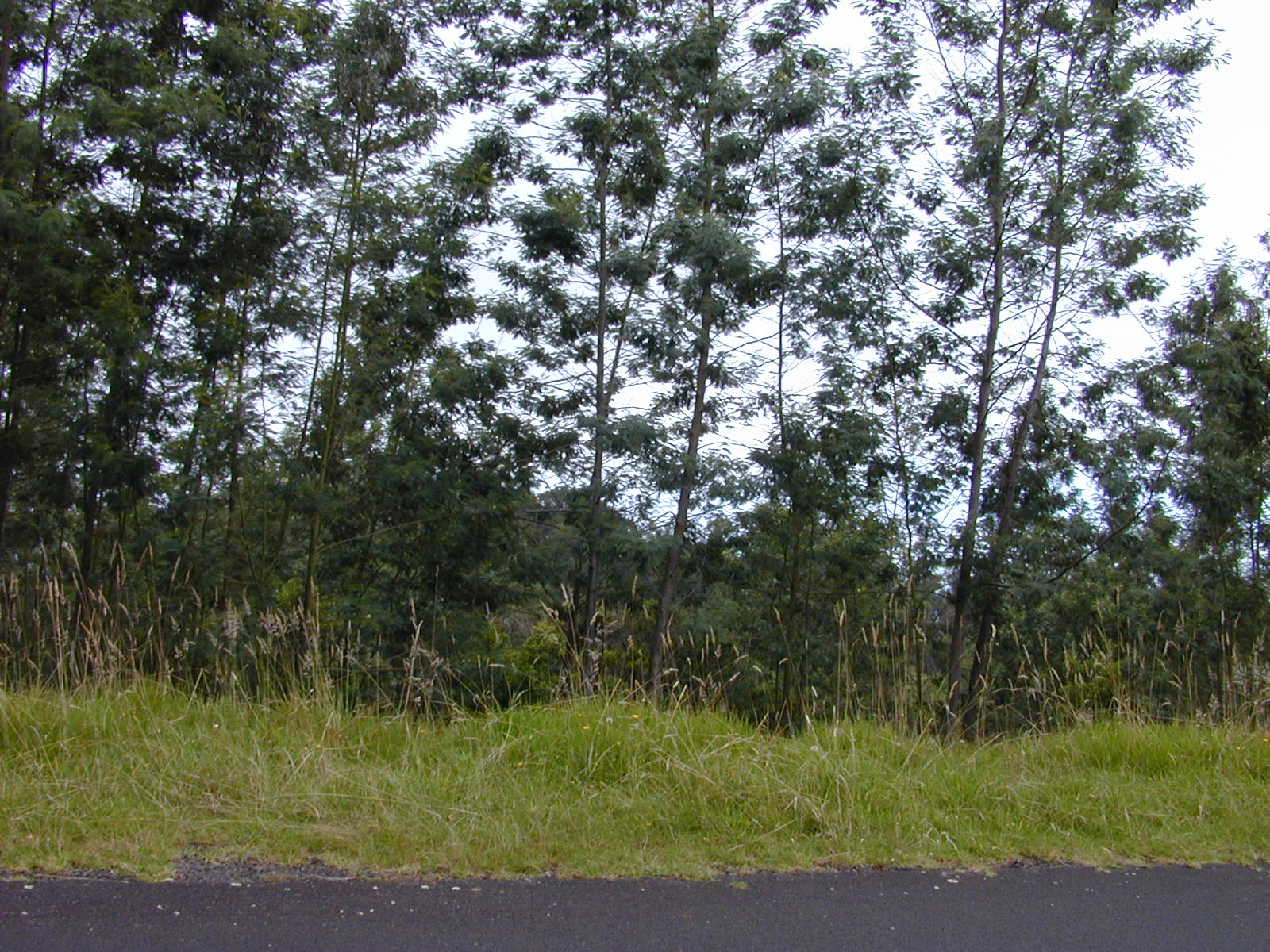
Plusieurs Acacia mearnsii.
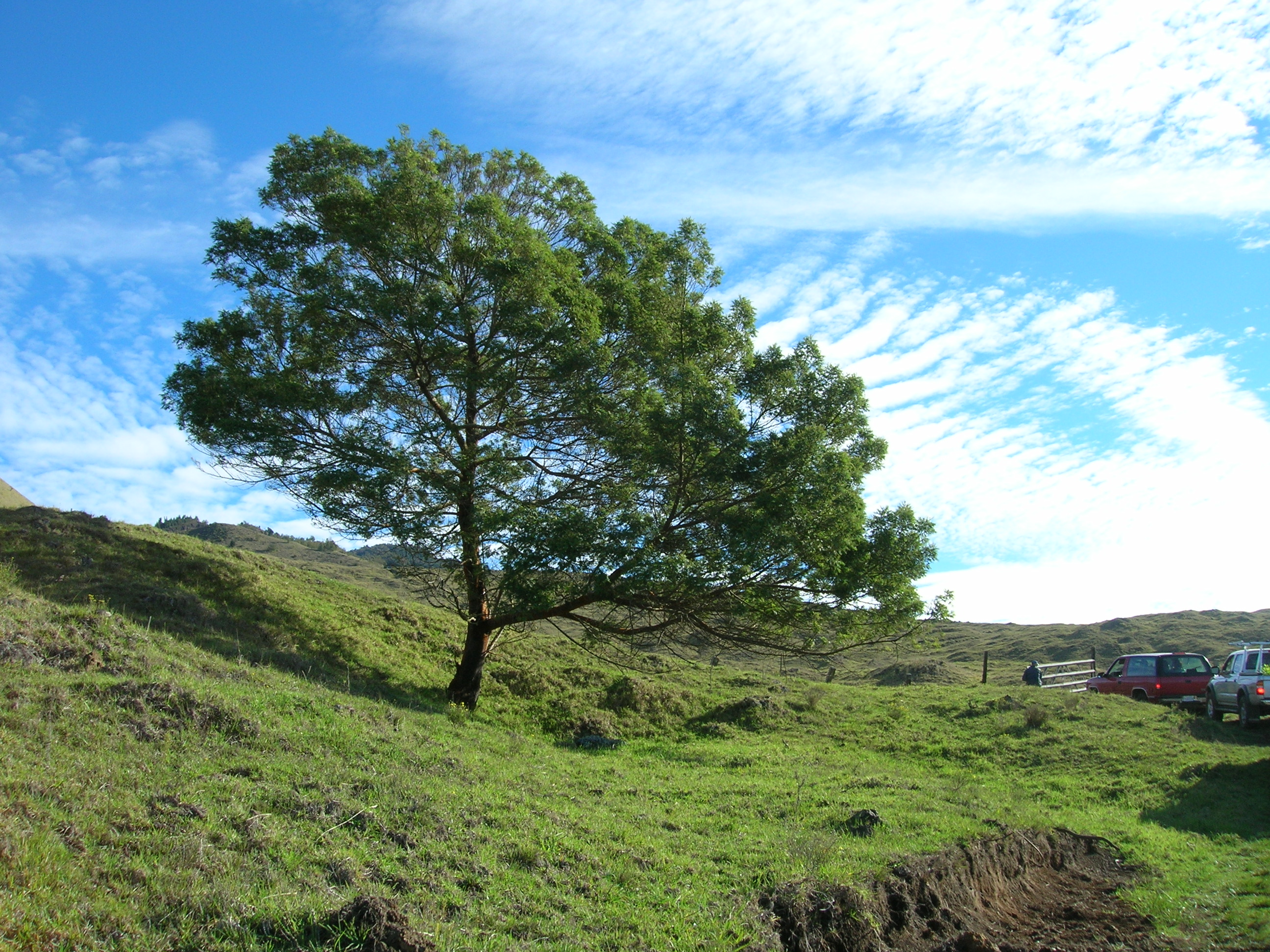
Acacia mearnsii adulte.